# Le ragazze di Gauguin/Stai con me
Le ragazze di Gauguin/Stai con me è un 45 giri della cantautrice pop italiana Grazia Di Michele, pubblicato nel 1986 dall'etichetta discografica WEA Italiana.

## I brani
Il brano, scritto dalla Di Michele e Riccardo Giagni, ebbe un ottimo successo diventando uno dei brani più famosi della cantante.
Il disco si posizionò alla trentottesima posizione dei singoli più venduti in Italia nel 1986 con oltre centocinquantamila copie.
Ispirata dal celebre quadro di Paul Gauguin Le ragazze di Tahiti, la cantautrice propone una musica d'autore al femminile.
Il brano, vincitore della Vela d'argento '86, è stato utilizzato come jingle all'interno di uno spot televisivo di una nota casa di abbigliamento.
Nel 1989 gli Elio e le Storie Tese citano un frammento del ritornello nella canzone Cassonetto differenziato per il frutto del peccato, contenuta nell'album Elio Samaga Hukapan Kariyana Turu.
Esiste anche una versione francese del brano, intitolata Les jeunes filles de Gauguin, ma mai distribuita commercialmente.

## Lato b
Stai con me, scritto dalla Di Michele e Mike Francis era il lato b del disco. Entrambi i brani sono contenuti nell'album Le ragazze di Gauguin.

## Tracce
Lato A
1. Le ragazze di Gauguin – 4:10 (Riccardo Giagni, M.G. Di Michele, J. Di Michele)

Durata totale: 4:10
Lato B
1. Stai con me – 4:07 (M. Francis, M.G. Di Michele, J. Di Michele)

Durata totale: 4:07

### Charts
| Chart (1986)  | Peak position |
| ------------- | ------------- |
| Italia (FIMI) | 38            |